# Flanders Manufacturing Company

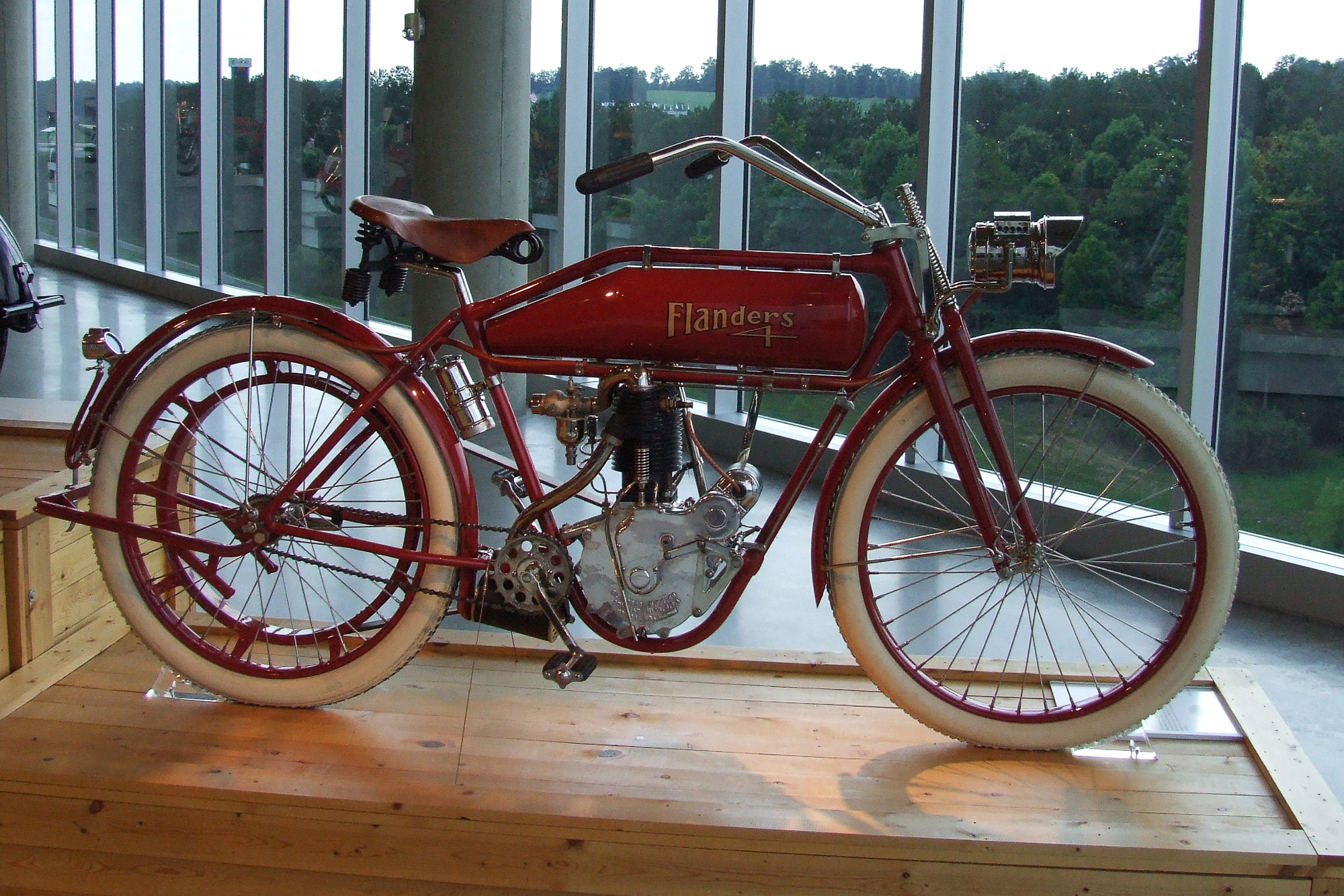
Motorrad von Flanders

Flanders Manufacturing Company war ein US-amerikanischer Hersteller von Kraftfahrzeugen.

## Unternehmensgeschichte
Walter E. Flanders und Clement Studebaker Junior gründeten das Unternehmen im Januar 1911. Der Sitz war zunächst in Chelsea und später in Pontiac, beides in Michigan. Zunächst stellten sie  Motorräder her, die Flanders Bi-Mobile genannt wurden. 1912 begann die Produktion von Personenkraftwagen. Der Markenname lautete Flanders, evtl. mit dem Zusatz Electric. Die Idee dazu stammte von C. Leroy Pelletier.
Weniger als 100 Fahrzeuge entstanden. Wirtschaftliche Probleme führten 1913 zur Insolvenz. Pelletier kaufte die Reste des Unternehmens und gründete daraufhin die Tiffany Electric Company.
Weitere US-Hersteller von Personenkraftwagen der Marke Flanders waren Everitt-Metzger-Flanders Company (1909–1912), Flanders Motor Company (1913) und Flanders Electric Company (1914–1915).

## Fahrzeuge
Vom Motorrad entstanden rund 2500 Stück.
Der Pkw war ein Elektroauto. Es hatte ein Fahrgestell von 100 Zoll (2540 mm) Radstand. Es war anfangs in zwei Varianten zu einem Verkaufspreis von je 1775 US-Dollar lieferbar, dem Colonial Coupé und dem Victoria. Sie glichen anderen Elektromobilen dieser Zeit wie etwa dem Columbia, bemerkenswert war aber, dass die Flanders-Aufbauten rund 35 cm niedriger waren.